# 내셔널 시큐리티
《내셔널 시큐리티》(영어: National Security)는 2003년에 개봉한 미국의 버디 경찰 액션 코미디 영화이다.

## 출연
- 마틴 로런스 - 얼 몽고메리 역
- 스티브 잔 - 행크 래퍼티 역
- 콜름 피오 - 프랭크 맥더프 형사 역
- 빌 듀크 - 워싱턴 경위 역
- 에릭 로버츠 - 내시 역
- 티머시 버스필드 - 찰리 리드 역
- 로빈 리 - 데니즈 역
- 맷 매코이 - 지방 검사 로버트 바턴 역
- 브렛 컬런 - 헤스턴 역
- 마리 모로 - 롤라 역
- 스티븐 토볼라우스키 - 빌리 나색스 역
- 마거릿 트러볼타 - 판사 역
- 조너선 로크런 - 빈정대는 경찰 역
- 레슬리 존스 - 브리트니 역
- 마틴 클레바 - 경비 역 (크레디트 미기재)

## 우리말 녹음
| SBS 성우진 (2005년 11월 12일) - 김일 - 얼(마틴 로런스) - 김승준 - 행크(스티브 잔) - 홍승섭 - 맥더프(콜름 피오) - 최한 - 워싱턴(빌 듀크) - 이재용 - 내시(에릭 로버츠) - 윤병화 - 찰리(티머시 버스필드) - 안종덕 - 헤스턴(브렛 컬런) - 김순영 - 롤라(마리 모로) - 안장혁 - 경찰(존 헨리 바인더) - 홍승표 - 경찰(재키 플린) - 임미진 - 데니즈(로빈 리) / 경찰 무전 - 변현우 - 경찰(제프리 로스) / 차량 절도범(그레그 서라노) - 안용욱 - 바턴(맷 매코이) / 경찰 | SBS 제작진 - 컴퓨터그래픽 - 강봉균 - CG - 한혜원 - 녹음 - 김흥배 - 종합편집 - 이홍구 - CM운행·편집 - 백광제 - 번역 - 김현명 - 연출 - 배숙현 |  |